# Olympijský stadion Fišt

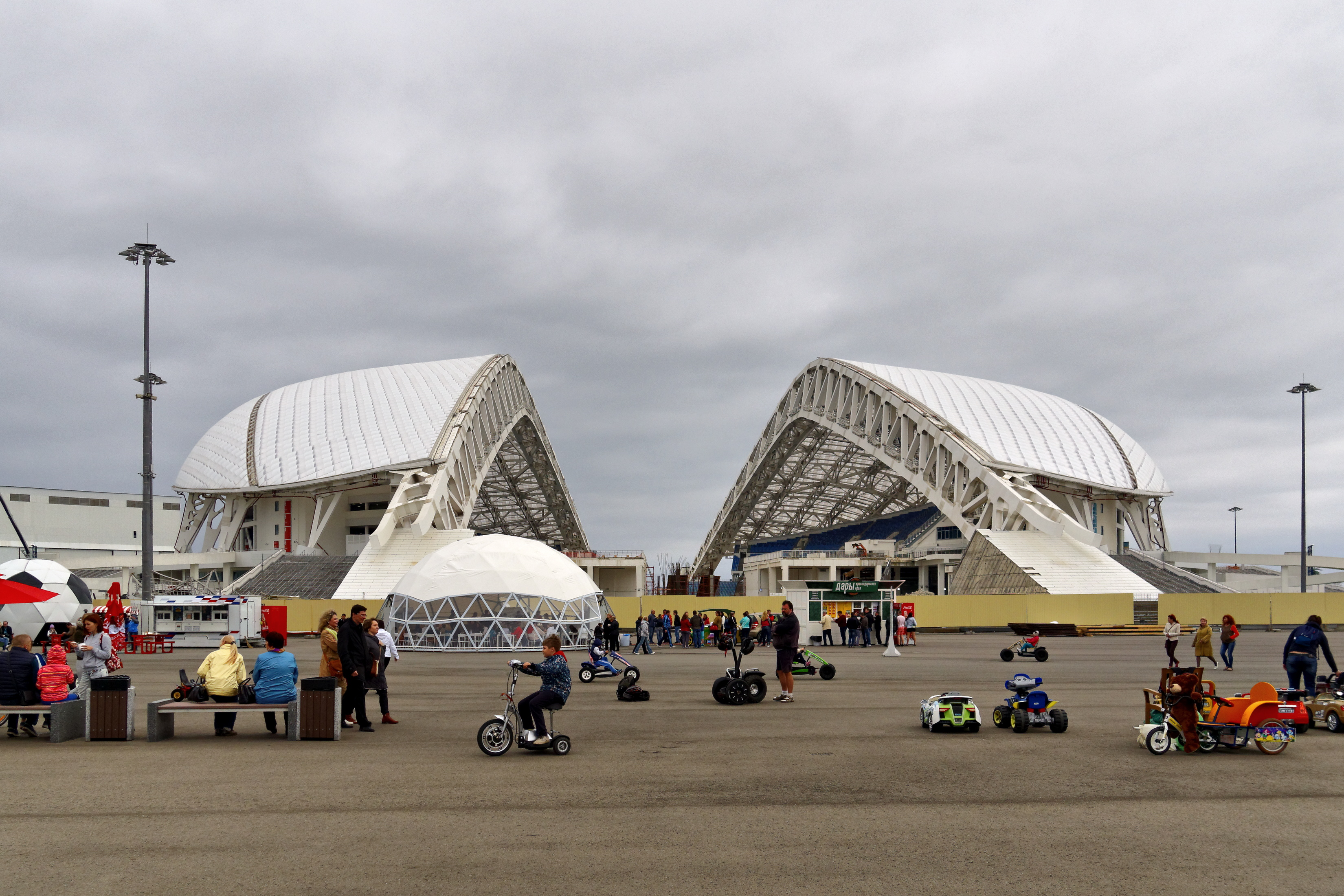
Olympijský stadion Fišt

Olympijský stadion Fišt (rusky Олимпийский стадион «Фишт» – Olimpijskij stadion „Fišt“) je stadion postavený v Soči v Rusku pro zimní olympijské a paralympijské hry v roce 2014. Stadion se jmenuje po adygejské hoře Fišt ležící na západě Kavkazu. V režimu pro olympijské hry pojme 45 tisíc diváků a na olympijských i paralympijských hrách byl místem úvodní i závěrečné ceremonie a také místem předávání medailí.
Stadion je navržen světovými kapacitami sportovní architektury, americkou architektonickou firmou Populous a britským designérem Burem Happoldem. Výstavba stála 603 miliónů $. Stadion se otevírá na sever, což umožňuje pohled na hory Krasnaja Poljana a horní paluba se otevírá k jihu, což umožňuje výhled na Černé moře. Sedadla lze snadno demontovat, tak, aby stadion pojmul 25 000 až 45 000 diváků.
Další významnou sportovní událostí na stadionu bylo mistrovství světa ve fotbale 2018. Pro fotbalové zápasy je kapacita stadionu 47 659 diváků.